# Silnice I/25
Silnice I/25 je silnice I. třídy spojující hraniční přechod Boží Dar s Ostrovem. Celková délka silnice je 13,702 km.
Na státní hranici u Božího Daru dosahuje silnice I/25 nadmořské výšky 1081 m n. m., a je tak nejvýše položenou silnicí I. třídy v Česku.

## Vedení silnice
- Dolní Žďár, mimoúrovňové křížení s I/13
- Horní Žďár, křížení s III/22128 a III/0242
- Jáchymov, souběh s I/25A
- křížení s II/219 a III/22137
- křížení s III/2196
- hraniční přechod Boží Dar, křížení s B95 a II/219, souběh s I/25B

Se silnicí souvisí jedna silnice III. třídy, která však nese číslo podle silnice I/24
- III/0242 I/25 - Horní Žďár – Vykmanov (1,164 km)